# Uno (tango)
Uno es un tango de 1943 con letra de Enrique Santos Discépolo y música de Mariano Mores que ha sido interpretado y grabado por numerosas orquestas a nivel internacional. Junto con otros tangos con letra de Discépolo como Cambalache, Cafetín de Buenos Aires, Yira, yira, Canción desesperada  y Confesión, Uno goza de un prestigio incomparable. Se lo considera uno de los llamados «tangos fundamentales». En él cristaliza la vena lírica del escritor, al tiempo que la línea melódica que otorga el pianista Mores mitiga el tremendismo presente en composiciones anteriores de Discépolo. Este nuevo matiz resultó significativo para Discépolo, quien siguió componiendo con Mores otros tangos, incluyendo el último, Cafetín de Buenos Aires, de 1948.
La gestación de Uno fue larga, ya que se compuso primero la música, mientras que la letra demandó casi tres años más. Mores le entregó a Enrique Santos Discépolo la partitura de la música de un tango romanza llamado «Cigarrillos en la oscuridad», proponiéndole que le pusiera letra. Discépolo, quien era ya un escritor y autor reconocido, la recibió y llevó sin hacer ningún compromiso con Mores. Así lo relató el compositor:

Durante unos meses, le pregunté sobre el tango. Cada vez me contestaba que estaba escribiendo la letra. Pero pasaba el tiempo y no había novedades. Y como yo lo quería como amigo y había llegado a sospechar que en realidad la música no le gustaba, decidí privilegiar la amistad y para evitar incomodidades no mencioné más el asunto. Un buen día, casi tres años más tarde, me sorprendió con la letra terminada.
Mariano Mores

El tango llevaba por título «Si yo tuviera un corazón». Lo estrenó Tania en abril de 1943 en el teatro Astral, como una de las canciones de La revista loca, e inmediatamente después lo grabaron otros cantantes como Carlos Roldán con la orquesta de Francisco Canaro, Alberto Marino con la orquesta de Aníbal Troilo, Héctor Mauré con Juan D’Arienzo y Oscar Serpa con Osvaldo Fresedo. Tuvo gran éxito. Debido a que el público lo solicitaba a la orquesta de Mores diciendo: «¡¡Tocá Uno..!! ¡¡tocá Uno...!!» finalmente se acordó con Discépolo cambiarle el nombre original del tango por el de Uno. Así se registró y se conoce en el presente.

## Repercusiones históricas
El tango Uno fue interpretado por Libertad Lamarque y Juan José Míguez en la película El fin de la noche, que ocurría en la época de la invasión nazi. El filme fue estrenado el 1 de noviembre de 1944 y después de una semana de éxito en el cine Ambassador, fue sacada de cartel por orden del Ministerio del Interior de la llamada Revolución del 43. Se la repondría recién en 1945, después de la declaración de guerra de la Argentina a Alemania y Japón que tuvo lugar el 25 de marzo de ese año.

## Letra
La estrofa inicial dice:
Uno  busca lleno de esperanzas

el camino que los sueños

prometieron a sus ansias…

Sabe que la lucha es cruel y es mucha

pero lucha y se desangra por la fe que lo empecina